# فاتحي (تشيلو)
فاتحي (بالفارسية: فتحی) هي منطقة سكنية تقع في إيران في قسم تشيلو الريفي. يقدر عدد سكانها بـ 89 نسمة بحسب إحصاء 2016.